# (18564) Caseyo
(18564) Caseyo est un astéroïde de la ceinture principale.

## Description
(18564) Caseyo est un astéroïde de la ceinture principale. Il fut découvert le 2 avril 1997 à Socorro (Nouveau-Mexique) par le projet LINEAR. Il présente une orbite caractérisée par un demi-grand axe de 3,11 UA, une excentricité de 0,11 et une inclinaison de 0,1° par rapport à l'écliptique.

## Compléments